# مامادو سيلا
مامادو ديالو سيلا (من مواليد 20 مارس 1994) هو لاعب كرة القدم سنغالي، يلعب في نادي جيرونا بمهاجم .

## مسيرته
ولد في كيدوغو، انتقل سيلا إلى إسبانيا في عام 2004 في سن العاشرة، وانضم إلى نادي برشلونة للشباب في عام 2009. وإنتقل لاحقا الإلى نادي ماتارو وإسبانيول.
ظهر سيلا لأول مرة في الدرجة الأولى الإسبانية في 27 سبتمبر 2015 مع نادي إسبانيول، حيث دخل كبديل في الشوط الثاني لفيكتور سانشيز في الخسارة 0-3 خارج أرضه ضد ديبورتيفو دي لاكورونيا. في 3 ديسمبر، سجل هدفه الأول للفريق، عندما نزل كبديل في مباراة تعادل بها فريقه فخ1-1 مع مضيفه ليفانتي في مباراة الذهاب من دور ال 16 من الموسم كوبا ديل ري 
في 11 يوليو 2016، تمت إعارة سيلا إلى نادي يوبين البلجيكي لمدة عام واحد. انضم لاحقًا إلى نادي غينت بشكل دائم، لكن خلال فترته مع جينت تم إعارته مرتين إلى ناديي زولته فاريجيم ونادي سينت ترويدن .
في 5 يناير 2020 ، وقع سيلا مع فريق الدوري الروسي الممتاز نادي أورينبورغ على سبيل الإعارة حتى نهاية موسم 2019-20. في 9 أكتوبر، عاد إلى إسبانيا بعد انضمامه إلى فريق الدرجة الثانية جيرونا إف سي في صفقة انتقال حر ووقع عقدًا لمدة عامين.